# Back
 Denne artikel omhandler en position inden for boldspil. Opslagsordet har også en anden betydning, se Back (månekrater).
En back er en målforsvarer i boldspil.
Ordet betyder på engelsk "tilbage" og anvendes ud fra opfattelsen af, at en back var bagerste mand. Denne betydning har i visse sportsgrene, som eksempelvis amerikansk fodbold helt mistet sin mening, da spillerne med denne betegnelse i stedet primært har offensive opgaver.